# Mi innamoravo di tutto - Il concerto 1997/98
Mi innamoravo di tutto - Il concerto 1997/98 è un album live di Fabrizio De André pubblicato postumo nel 2012 in edicola e facente parte delle uscite del box-set I concerti.

## Tracce

### CD1
1. Crêuza de mä
2. Jamin-à
3. Sidun
4. Genova e il Mediterraneo (parlato)
5. Princesa
6. Khorakhanè (A forza di essere vento) (con Luvi De André)
7. Anime salve (con Cristiano De André)
8. Dolcenera
9. Le acciughe fanno il pallone
10. Disamistade
11. A Cumba (con Cristiano De André)
12. Ho visto Nina volare
13. Smisurata preghiera

### CD2
1. Notti di Genova (voce di Cristiano De André)
2. Presentazione La buona Novella (parlato)
3. L'infanzia di Maria
4. Il ritorno di Giuseppe
5. Il sogno di Maria
6. Tre madri
7. Il testamento di Tito
8. Esami universitari (parlato)
9. La Città Vecchia
10. Presentazione band (parlato)
11. Fiume Sand Creek
12. Geordie (con Luvi De André)
13. Presentazione La canzone di Marinella (parlato)
14. La canzone di Marinella
15. Volta la carta

## Registrazioni
Le registrazioni sono tratte dai concerti al teatro Carlo Felice di Genova e al palasport di Treviso del tour teatrale 1997/98.